# Edward Baker Lincoln
Edward Baker Lincoln, né le 10 mars 1846 et mort le 1er février 1850, est le deuxième fils d'Abraham Lincoln et de Mary Todd Lincoln. Il est nommé d'après l'ami de Lincoln, Edward Dickinson Baker. Le National Park Service emploie « Eddie » comme surnom et le nom est aussi sur sa pierre tombale.

## Biographie
On sait peu de choses sur le deuxième fils des Lincoln. Une histoire qui a survécu raconte qu'un jour, lors d'une visite dans la famille de Mary, le frère aîné d'Eddie, Robert Todd Lincoln, a trouvé un chaton et l'a amené à la maison. Malgré l'aversion de la belle-mère de Mary pour les chats et l'ordre de le mettre dehors, Eddie cria et protesta. Il nourrissait et s'occupait du chaton sans défense, qu'il aimait beaucoup. Eddie a été décrit par ses parents comme un enfant tendre, gentil et aimant.

## Décès
Eddie est mort un mois avant son quatrième anniversaire. Bien que les registres de recensement mentionnent la « consomption chronique » (tuberculose)  comme étant la cause du décès, il a été suggéré qu'Eddie est mort d'un cancer de la thyroïde médullaire étant donné que : (a) la « consomption » était un terme alors appliqué à de nombreuses maladies de dépérissement, (b) le cancer est une maladie de dépérissement, (c) son père et deux de ses frères avaient plusieurs caractéristiques compatibles avec le syndrome du cancer génétique, dont le type 2b de néoplasie endocrinienne multiple (MEN2B) (d) La lèvre inférieure épaisse et asymétrique d'Eddie est un signe de MEN2B, et (e) 100 % des personnes atteintes de MEN2B développent un cancer médullaire de la thyroïde, parfois dès la période néonatale.
Son corps a été inhumé au cimetière Hutchinson de Springfield dans l'Illinois. Les deux parents ont été dévastés. Une semaine après la mort d'Eddie, un poème non signé intitulé Little Eddie a été publié dans l'Illinois Daily Journal.
« Those midnight stars are sadly dimmed,
  That late so brilliantly shone,
And the crimson tinge from cheek and lip,
  With the heart's warm life has flown—
    The angel death was hovering nigh,
    And the lovely boy was called to die.
The silken waves of his glossy hair
  Lie still over his marble brow,
And the pallid lip and pearly cheek
  The presence of Death avow.
    Pure little bud in kindness given,
    In mercy taken to bloom in heaven.
Happier far is the angel child
  With the harp and the crown of gold,
Who warbles now at the Saviour's feet
  The glories to us untold.
    Eddie, meet blossom of heavenly love,
    Dwells in the spirit-world above.
Angel boy—fare thee well, farewell
  Sweet Eddie, we bid thee adieu!
Affection's wail cannot reach thee now
  Deep though it be, and true.
    Bright is the home to him now given,
    For "of such is the Kingdom of Heaven." »
— (en) Samuel P. Wheeler, « Solving a Lincoln Literary Mystery: 'Little Eddie' », Journal of the Abraham Lincoln Association, vol. 33, no 2,‎ été 2012, p. 34–46 (lire en ligne)

« Ces étoiles de minuit devenues tristement fades
Qui voilà peu brillaient de tous feux
Et l'éclat rosé des lèvres et des joues
Ont filé avec la chaude vie du cœur
L'ange de la mort planait tout près
Et l'adorable bambin devait mourir
Les vagues soyeuses de ses cheveux
Gisent immobiles sur ses sourcils de marbre
Et les lèvres pâles et les joues nacrées
De la mort sont les témoins
Pure petit bourgeon donné tendrement
Enlevé par miséricorde pour fleurir au paradis
Plus heureux au loin l'ange enfant
Qui pépie au pieds du Sauveur
Les gloires nous sont cachées
Eddie, voit le foisonnement de l'amour divin
Demeure dans le monde élevé des esprits
Ange enfant, bon vent porte toi bien
Doux enfant nous te disons adieu!
Les pleurs d'affection ne t'atteignent plus
Bien que profonds et sincères
Lumineuse désormais ta demeure
Car "tel est le royaume du paradis" »
L'auteur du poème a longtemps été un mystère, certains supposant qu'Abraham et Mary Lincoln l'ont écrit. En 2012, l'Association Abraham Lincoln a publié un article dans son journal qui conclut qu'aucun des parents n'a écrit le poème, et qu'il s'agissait plutôt d'une première ébauche rédigée par un jeune poète de Saint-Louis. La dernière ligne est sur la pierre tombale du garçon. Il s'agit très probablement d'une référence à Matthieu 19, 14 « Mais Jésus leur dit : Laissez donc ces petits enfants, ne les empêchez pas de venir à moi, car le royaume des cieux appartient à ceux qui leur ressemblent. ».
L'enfant suivant d'Abraham et de Mary (Willie Lincoln) est né dix mois après la mort d'Eddie. Après la mort du président Lincoln, les restes d'Eddie ont été transférés dans la Lincoln Tomb au cimetière Oak Ridge de Springfield.